# Svätuše
Svätuše (Hongaars: Bodrogszentes) is een Slowaakse gemeente in de regio Košice, en maakt deel uit van het district Trebišov.
Svätuše telt 848 inwoners.